# Florémont
Florémont är en kommun i departementet Vosges i regionen Grand Est (tidigare regionen Lorraine) i nordöstra Frankrike. Kommunen ligger i kantonen Charmes som tillhör arrondissementet Épinal. År 2022 hade Florémont 473 invånare.

## Befolkningsutveckling
Antalet invånare i kommunen Florémont
| Referens: INSEE |